# Agordo
Àgordo (Àgort in ladino-veneto agordino, Ègort in ladino livinallese) è un comune italiano di 4 019 abitanti della provincia di Belluno in Veneto. Costituisce il centro principale dell'Agordino all'interno della valle del Cordevole. Fu grande centro minerario con le Miniere di Valle Imperina e con la scuola mineraria, istituita nel 1867. La legge 482/1999 ha riconosciuto i comuni dell'Agordino come zona a minoranza linguistica ladina.

## Geografia fisica

### Orografia
L'abitato di Agordo si estende in una conca tra i monti della Catena del San Sebastiano, l'Agnèr, la Moiazza, il monte Celo, le Pale di San Lucano, i Monti del Sole, nella valle del torrente Cordevole.
I monti compresi nel comune sono tuttavia solo due: la Moiazza – e in particolare le cime Sud (2878 m), Nord (2865 m), Cima dei Nali (2776 m), la Cattedrale (2558 m), la Pala del Belia, Cima delle Nevere (2621 m), il ramo delle Torri del Camp – e il Framont – nello specifico la parte sud-est con il Mont Alt (2181 m) e il Corno del Framont (2186 m).
Nel comune si trovano poi diversi colli: il Col di Foglia (Còl de Fóia, 752 m), a sud dell'abitato; il Col de Diegol (1200 m), sopra la località di Colvignas; il Col Martinèl (1582 m) sotto il Framont, i colli di Lantrago, sulla cui cresta passa il confine con il comune di La Valle Agordina.

### Idrografia
I principali torrenti del comune sono il Cordevole (che nasce nel comune di Livinallongo del Col di Lana sul Passo Pordoi), il Ròva e il Missiaga suoi affluenti (ambedue nascono dalla Catena di San Sebastiano in comune di La Valle Agordina); quest'ultimo gli fa solo da confine con La Valle dalla località di Crostolin fino al Cordevole.
Il Rova ha un affluente nel comune di Agordo, il torrente Framont, che scende dalla Moiazza, a sua volta ricevente del torrente Binàtega, che nasce nei pressi della località omonima (1464 m).

### Clima
Il clima di Agordo è, secondo la classificazione di Koppen, un Cfb-c, un clima temperato piovoso, senza stagione secca, con temperatura media nei mesi estivi che si aggira sui 22 gradi.
Agordo risente in maniera rilevante della posizione geografica e dell'orografia che lo caratterizza. Essendo esposto pesantemente alle umide correnti meridionali che, provenendo dal canale del Cordevole e dalla valle del Mis, subiscono un effetto di sbarramento sulle montagne poste tra nord-est ed ovest (San Sebastiano, Framont, Moiazza, Agner, Pale di San Lucano), la media pluviometrica di Agordo è tra le più alte del veneto, con circa 1 300 millimetri annui. Durante l'estate i temporali sono frequenti e la temperatura massima non supera di regola i 25-26 gradi, in conseguenza della conformazione a conca della vallata. In inverno possono verificarsi anche nevicate significative, tipicamente da 30–40 cm per episodio, mentre la temperatura minima della stagione fredda, nelle notti serene, scende anche a -10 (punte di -15).

## Origini del nome
Secondo Giovan Battista Pellegrini il toponimo nasconde un nome personale longobardo, forse Agihard, sebbene si noti una discordanza tra l'accento attuale e quello del suffisso -hàrd.
Più calzante è invece l'origine retoromanza dalla radice Aga -acqua- che unita al suffisso -ort- in ladino significa letteralmente "luogo d'acqua" con chiaro riferimento alla storica natura alluvionale ed acquitrinosa della piana dove sorge il centro del paese, risoltasi radicalmente già con le bonifiche medioevali e definitivamente con l'arca a monte del paese dopo l'ultima grande inondazione del 1748.

## Storia

### Evoluzione storica dalle origini alla modernità
Agordo e i territori dell'Agordino hanno visto nei secoli il susseguirsi di diverse dominazioni anche se non sono molte le testimonianze storiche che sono state ritrovate, probabilmente a causa di incendi e alluvioni che più volte hanno danneggiato case e musei. Secondo alcuni studi sono da individuare diverse fasi:
- fase pre-romana e romana (fino al 923 d.C.): a questo periodo risalgono le prime testimonianze storiche della presenza di popolazioni in questi territori durante l'epoca imperiale romana. In particolare, risalgono al V e VI secolo alcune tracce di insediamenti e sono state ritrovate sepolture, con presenza di utensili di bronzo riconducibili al VI-VII secolo, segno che in epoca alto-medievale vi erano popolazioni che qui si erano stanziate.
- fase antica (923-1404 d.C.): nel 568 d.C. i Longobardi migrarono nei territori dell'Agordino per cui si pensa che ci sia stata una fusione tra cultura romana e barbarica. Nel 923 d.C. il re Berengario I concede al Vescovado di Belluno le decime delle zone del Cadore e dell'Agordino, stilando un documento (il Diploma di Berengario) che diviene la prima fonte storica che attesta la stretta correlazione tra la storia di Agordo e di Belluno. Queste due città furono negli anni in contesa tra loro, volendo affermare la supremazia l'una sull'altra come attesta la rivolta del 1190 (rivolta generale) a causa del malcontento diffusosi per la sottomissione di Agordo a Belluno e alimentato dalla richiesta di una nuova imposta da parte del potestà di Belluno, Tisone Maltraversi. Solo nel 1224, grazie alla mediazione di Gabriele III da Camino, si attenuano i conflitti e si riuscì ad ottenere una pace con la quale si garantivano due consoli in rappresentanza di Agordo presso Belluno, in modo tale da consentire la partecipazione della città alle decisioni di carattere politico-economico. Fino a metà del XIII secolo viene stabilito un reggente, chiamato poi Capitano, che aveva principalmente un ruolo militare. Il più famoso fu Guadagnino Avoscano. In questo periodo, inoltre, anche Agordo vedeva le lotte tra gli schieramenti dei guelfi e dei ghibellini come avveniva in altre città d'Italia per tutto il XII secolo. La famiglia degli Avoscano, appartenente ai ghibellini, si dimostrò spesso in lotta con le altre casate fino a che nel 1349, Jacopo, figlio di Guadagnino Avoscano, uccise il vicario imperiale e, in conseguenza di quest'atto, la casata degli Avoscano perse la sua supremazia.
- fase veneziana (1404-1797): a partire dal 1436 hanno inizio invasioni da parte dei tirolesi verso i territori dell'Agordino. A più riprese tentano di occupare questi territori, probabilmente perché attirati dalla presenza di miniere, ma anche dalle caratteristiche del territorio che rendevano Agordo una possibile posizione strategica contro eventuali invasioni nemiche. Così nel 1447, invasero Caprile. Nel 1500 Venezia rinforzò le fortificazioni Agordine e Cadorine al fine di proteggere questi territori dalle mire espansionistiche di Ludovico il Moro e Carlo V. Ci fu una battaglia tra Venezia e le truppe imperiali che si concluse con la vittoria di Venezia. Successivamente gli Agordini si unirono ai veneziani per liberare Belluno dalle truppe francesi e imperiali, costringendole alla resa. Nel 1517 fu firmata la pace di Bruxelles e da quel momento in poi l'Agordino non subì più invasioni. Nel 1600 lo sviluppo delle Miniere di Val Imperina fu una fonte di ricchezza e di ripresa economica, ma nel 1701, una terribile catastrofe naturale distrusse gran parte degli opifici, danneggiò fortemente i territori e distrusse l'archivio storico del comune. Successivamente ingenti danni furono causati dal verificarsi di altri due eventi disastrosi: le frane del 1771.
- fase napoleonica (1797-1813): nel 1797 fu firmato il Trattato di Campoformio che sanciva l'assoggettamento dell'Europa all'impero di Napoleone Bonaparte e con il quale veniva imposto un limite alle autonomie locali. Anche Agordo risentì delle condizioni stabilite dal Trattato e il governo della città venne dato ad un'autorità austriaca. Nel 1800 ci fu una rivolta popolare contro la tirannia austriaca, ma fu repressa duramente. Nel 1801, con la tregua di Treviso, fu sancito il dominio di Napoleone sui territori dell'Agordino e del Bellunese.
- fase austriaca (1813-1866): gradualmente l'Impero Napoleonico iniziò a perdere potere e dal 1813 l'Agordino passò sotto il potere degli Austriaci. Nel 1848 gli Agordini parteciparono ai moti di liberazione, tuttavia rimasero sotto il dominio austriaco fino al 1866, anno dell'annessione all'Italia.
- fase moderna (1866-2018): nel 1867 ad Agordo venne fondato l'Istituto Minerario, testimonianza che le miniere rappresentavano una delle attività economiche principali. Le caratteristiche del territorio, la posizione protetta e nascosta della città fece sì che nei secoli molte popolazioni scelsero di stanziarvisi e di utilizzare questi luoghi come rifugio da invasioni, lotte, guerra. Durante la prima guerra mondiale, i territori dell'Agordino furono testimoni di tre anni di guerra di posizione; durante la seconda guerra mondiale i nazisti rinforzarono il forte della Tagliata di San Martino. Nel 1925 fu costruita una linea ferroviaria per facilitare i collegamenti tra Agordo e Bribano e il trasporto delle merci. Negli anni della seconda guerra mondiale, tra il 1940 e il 1943, furono internati a Agordo una ventina di profughi ebrei.[7] Con l'occupazione tedesca nel settembre 1943, il gruppo si disperse in cerca di salvezza. Riuscirono quasi tutti a salvarsi (alcuni rifugiandosi in Svizzera, altri vivendo in clandestinità in varie località fino alla Liberazione), con l'eccezione della famiglia Kapper (padre, madre e due bambini), i quali, arrestati a Padova nell'aprile 1944, perirono ad Auschwitz nell'agosto dello stesso anno.[8] Nel 1966 l'Agordino fu vittima nuovamente di una spaventosa alluvione che danneggiò irrimediabilmente il territorio; pochi anni dopo questi luoghi vennero conosciuti per l'elezione al papato di papa Giovanni Paolo I (Albino Luciani) che era originario di Canale d'Agordo. Nel 2009, le Dolomiti, di cui una parte sono situate nel territorio Agordino, vengono dichiarate patrimonio naturale dell'umanità dall'Unesco. Infine, un evento recente, avvenuto il 29 ottobre 2018, ha nuovamente messo alla prova gli Agordini che si sono trovati a dover fronteggiare danni inestimabili per la violenta tempesta Vaia che ha causato la distruzione di intere foreste e di abitazioni e che ha visto il coinvolgimento di tutta Italia che ha inviato aiuti e favorito iniziative di sostegno economico per la popolazione locale.

Si narra che in un tempo remoto, ove oggi sorge la città di Agordo, vi fosse un enorme lago navigato da piccole barche. Un giorno accadde che una famiglia, padre e madre con il piccolo figlioletto, si portò al centro del lago. Disgraziatamente il loro piccolo si sbilanciò, e fu subito risucchiato dalle profonde acque. I genitori non ebbero altro modo di salvare il bambino, e iniziarono ad evocare l'aiuto dei santi del paradiso. In particolar modo pregarono affinché San Martino venisse loro in aiuto, e così fu. Il santo, sfoderata la spada inflisse un violento colpo sulle rocce a sud che disgregandosi aprirono un varco e le acque iniziarono a scorrere verso valle liberando il bacino. In fondo al lago ecco riaffiorare sano e salvo il figlio.

Questa, sebbene leggenda, presenta qualche verità nel fatto che anticamente esistesse l'enorme lago. Sono stati infatti rinvenuti terrazzi alluvionali a quote superiori all'attuale corso del torrente Cordevole a testimonianza che in quei punti in passato vi era acqua ferma. Le ricerche geologiche sui terreni analizzati dimostrano che il lago di Agordo esisteva fra il 3800 e il 4000 a.C., e che la sua durata fu di circa 6 o 7 secoli. Si suppone che la sua formazione sia stata causata da una frana caduta in corrispondenza della gola dei Castéi, che ostruì il normale corso del Cordevole. Nei secoli poi, il normale disgregarsi della roccia, liberò questo sbarramento e l'acqua defluendo lasciò libera la conca dove oggi sorge la città.

### Simboli
La blasonatura ufficiale dello stemma è:
Le due torri sul fiume sono un chiaro emblema dei diritti di fluitazione (trasporto di tronchi sull'acqua) vantati sul Cordevole, come più in generale del diritto ad una gestione autonoma, motivo di grandi scontri con Belluno, fin dal XII secolo.
Lo stemma è stato riconosciuto con decreto del Capo del governo del 3 marzo 1929 mentre con decreto regio del 13 settembre 1928, e lettere patenti del 28 febbraio 1929, Vittorio Emanuele III approvò il gonfalone comunale costituito da un drappo di bianco.

### Onorificenze
Il 4 agosto 1906 Agordo divenne la XX città decorata con Medaglia d'Oro come "Benemerite del Risorgimento nazionale" per le azioni altamente patriottiche compiute dalla città nel periodo del Risorgimento (che, secondo la definizione di Casa Savoia, è compreso tra i moti insurrezionali del 1848 e la fine della prima guerra mondiale).

## Monumenti e luoghi d'interesse

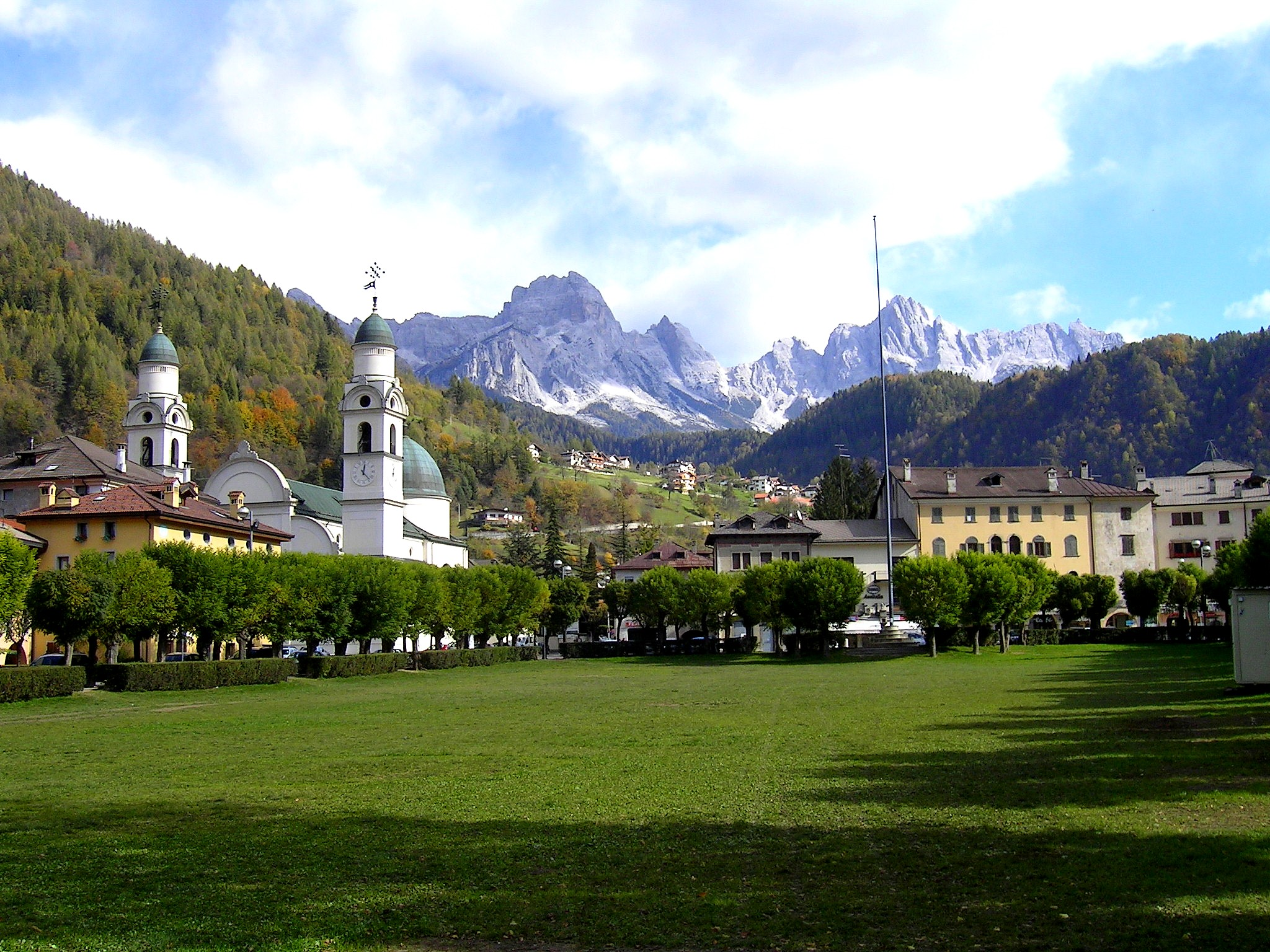
La piazza di Agordo

### Architetture religiose
- Chiesa arcidiaconale abbaziale di Santa Maria Nascente, costruita su un luogo dove sorgeva una precedente chiesa romanica, risalente al secolo XII. Progettata da Giuseppe Segusini, è famosa in quanto è una delle poche chiese ad avere due campanili identici.
- Chiesa di san Vincenzo Ferreri a Prompicai di Agordo.

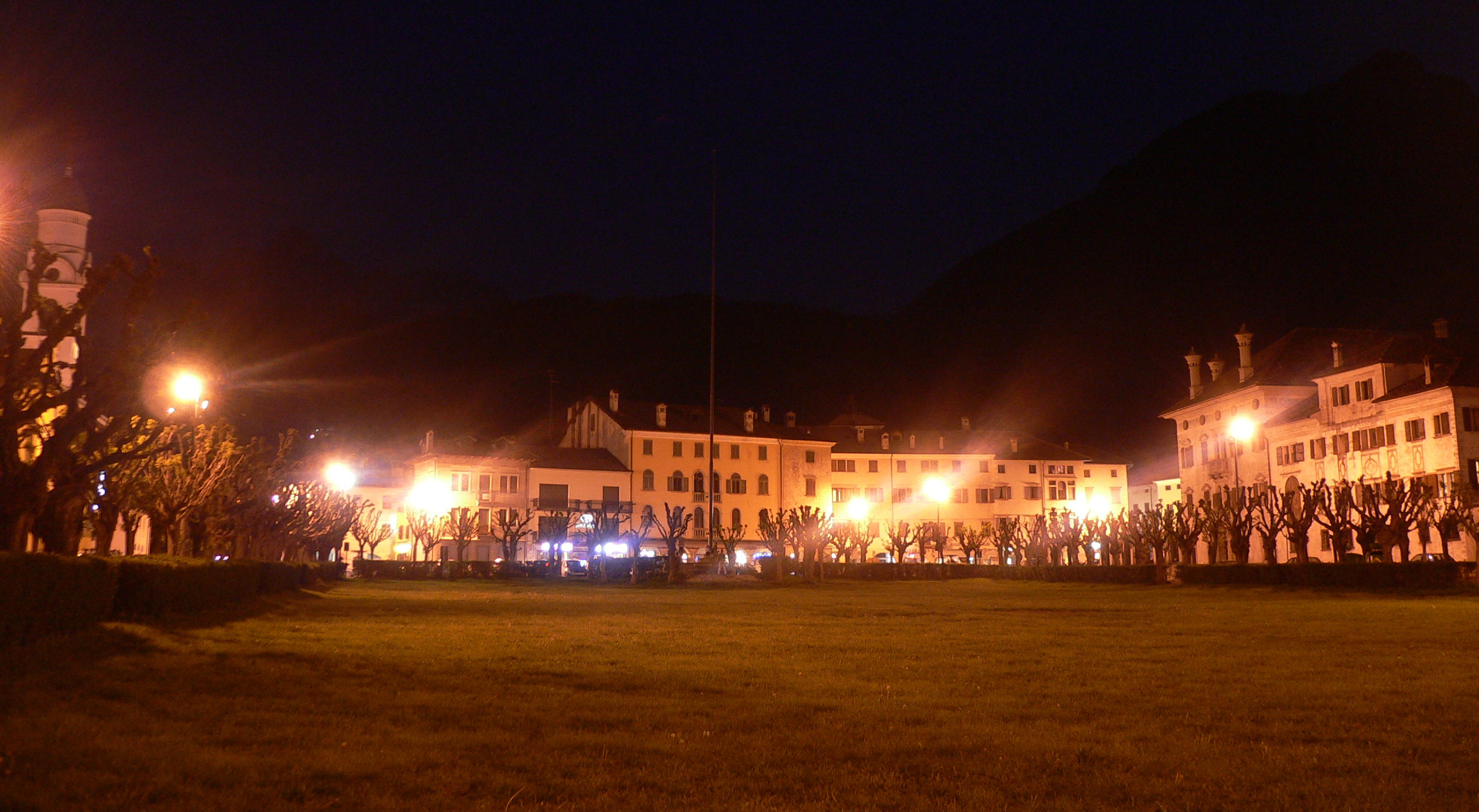
Il Broi in notturna

- Chiesa Sant'Agostino di Toccol.

### Architetture civili
- Villa Crotta-De Manzoni fa parte dell'elenco delle Ville Venete e attualmente non è visitabile. All'interno delle vecchie stalle (restaurate dal Cav. Del Vecchio) si trova il "Museo dell'Ottica" con la "Collezione Ottiche e Occhiali-Raccolta Rathschüler-Luxottica". L'esposizione comprende duemila pezzi e si articola in sezioni come: lenti, occhiali, monocoli, cannocchiali, telescopi, microscopi, strumenti ottici, astucci, stampe e libri. Degni di nota sono il cannocchiale astronomico di G. Campani del 1682 lungo otto metri e gli occhiali di Camillo Benso Conte di Cavour.
- Villa Fiore
- Palaluxottica

### Rifugi / Malghe
- Malga Framont
- Rifugio Bruto Carestiato
- Bivacco Ghedini

## Società

### Evoluzione demografica
Abitanti censiti

## Geografia antropica

### Frazioni
- Brugnach
- Colvignas (Coldegnas)
- Crostolin
- Farenzena
- Giove (Gióe)
- Le Grave
- Mozzach (Mozach)
- Parech
- Piasent
- Ponte Alto
- Rif
- Toccol (Tócol)
- Valcozzena (Valcòzena)
- Val di Frela (Val de Frèla)
- Veran[15]

## Cultura

### Istruzione
Agordo dispone di una scuola dell'infanzia, una scuola elementare intitolata a Tito Livio Burattini, una scuola media e lo storico Istituto Tecnico Industriale Minerario "Umberto Follador".

#### L'istituto minerario
Nacque nel 1867 come Istituto tecnico industriale minerario (l'attività estrattiva era uno dei settori trainanti dell'economia agordina), e s'è ampliato nel 1962 con l'aggiunta dell'indirizzo chimico. A partire dal 1990 la scuola si è evoluta in istituto d'istruzione superiore, comprendendo un liceo scientifico, un Istituto statale d'arte, un IPSIA e un IPSSAR, quest'ultimo con sede a Falcade.

### Eventi

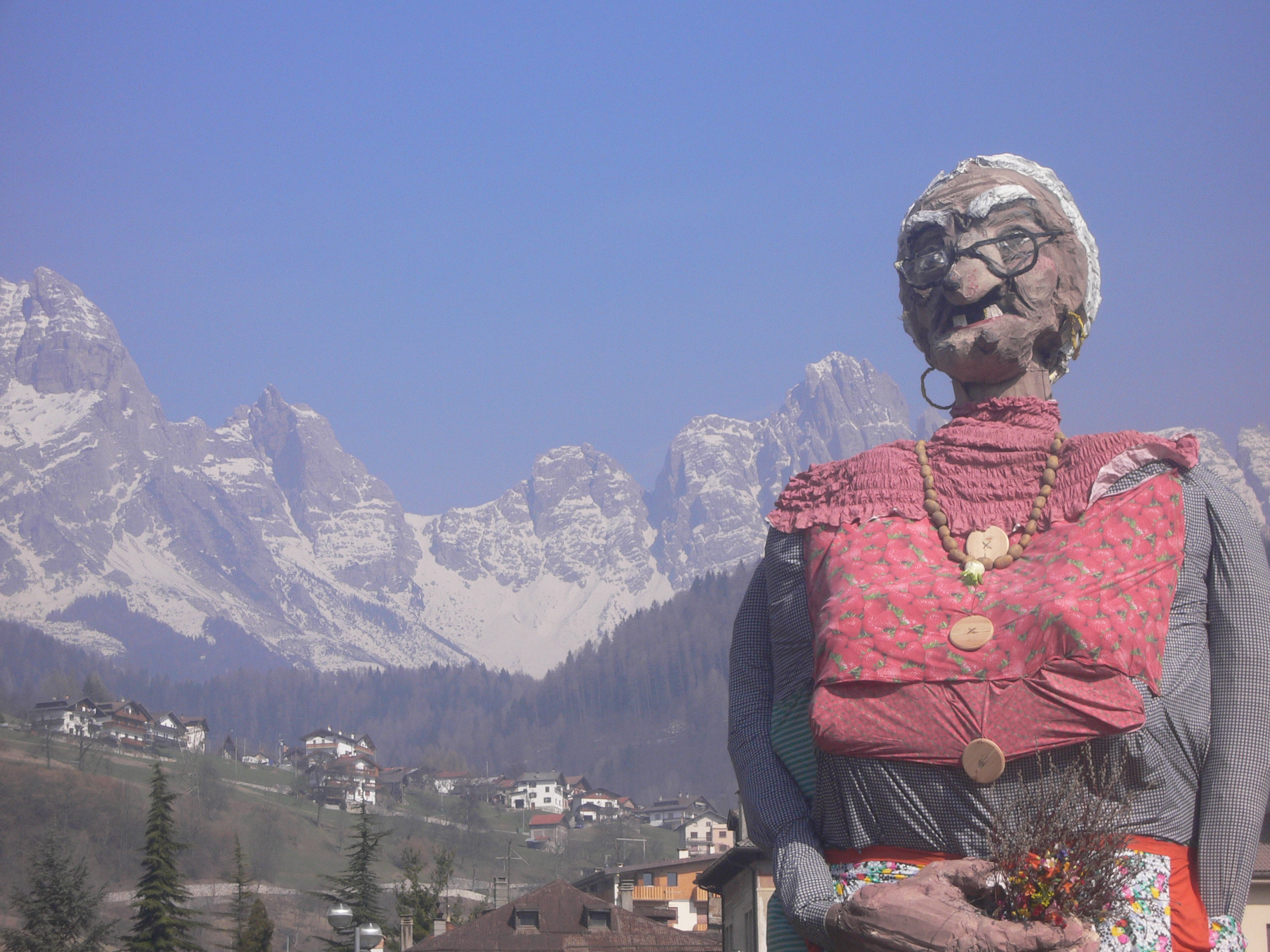
La Vecia Popa

- "La Vecia Popa" è manifestazione tradizionale di metà Quaresima che, analogamente a quanto avveniva in passato, segna il passaggio dall’inverno alla primavera. Il rogo dell’anziana (comune a tantissime località italiane) simboleggiava nell'era pre-industriale, il desiderio di liberarsi dell’inverno e propiziare l’arrivo della primavera attraverso il rogo di un fantoccio. Oggi viene letto prima un "testamento" con i riferimenti dell'anno appena trascorso e poi viene data al rogo.
- La "Sagra del Fanciullo" (detta anche Sagra de San Vizenzo che si svolge nella frazione di Prompicai) è dedicata ai piccoli con giochi e divertimenti di un tempo.
- La "Fiera del Bestiam" è una fiera di animali e prodotti locali nel secondo sabato di ottobre.
- Il "Palio dei Cento" manifestazione folkloristica e sportiva che richiama ogni anno a sfidarsi nella piazza di Agordo le 8 frazioni della vallata.

### Nella musica popolare
Agordo divenne famosa grazie a una canzone di Claudio Baglioni, Ad Agordo è così (dall'album E tu..., 1974).

## Economia

### Agricoltura
Lo spazio dedicato all'agricoltura ad Agordo non è particolarmente rilevante e perlopiù è costituito da orti di privati, anche se sono presenti alcune aziende agricole.

### Industria
Ad Agordo ha sede Luxottica, azienda leader mondiale nella produzione di occhiali.

## Amministrazione
| Periodo        | Periodo        | Primo cittadino  | Partito                                      | Carica  | Note   |
| -------------- | -------------- | ---------------- | -------------------------------------------- | ------- | ------ |
| 23 aprile 1995 | 13 giugno 1999 | Vito Valcozzena  | lista civica Agordo                          | Sindaco | [ 17 ] |
| 13 giugno 1999 | 13 giugno 2004 | Vito Valcozzena  | lista civica Agordo                          | Sindaco | [ 17 ] |
| 12 giugno 2004 | 7 giugno 2009  | Renzo Gavaz      | lista civica El Broi - Rinnovamento Agordino | Sindaco | [ 17 ] |
| 7 giugno 2009  | 26 maggio 2014 | Renzo Gavaz      | lista civica El Broi - Rinnovamento Agordino | Sindaco | [ 17 ] |
| 26 maggio 2014 | 27 maggio 2019 | Sisto Da Roit    | lista civica Agordo bene comune              | Sindaco | [ 17 ] |
| 27 maggio 2019 | 10 giugno 2024 | Roberto Chissalè | lista civica Per Agordo                      | Sindaco | [ 17 ] |
| 10 giugno 2024 | in carica      | Roberto Chissalè | lista civica Per Agordo                      | Sindaco |        |

### Gemellaggi
- Zugliano
- Dolomieu, dal 2005

## Sport
Il comune è stato scelto come sede di partenza della 16ª tappa del Giro ciclistico d'Italia 2007 (Agordo-Lienz di 189 km).
Dal 1990, ogni anno in luglio si svolge un'edizione della corsa podistica su strada Le miglia di Agordo. Grandi campioni dell'atletica hanno già partecipato a questa importante manifestazione, che si svolge fra gli stretti vicoli del centro storico di Agordo. Nel 2007 si è svolta la 16ª edizione di questa manifestazione valida come quinta prova del Grand Prix Strade d'Italia e come settima prova del Grand Prix Giovani.
Ad Agordo gioca la squadra più titolata dell'hockey su ghiaccio femminile italiano, l'Hockey Club Agordo, dieci volte campione d'Italia (1992, 1993, 1994, 1996, 2001, 2002, 2003, 2007, 2008 e 2009).
Il 29 maggio 2007 Agordo ospitò la partenza della 16ª tappa della 90ª edizione del Giro d’Italia, con arrivo a Lienz (AUT), la quale vide Stefano Garzelli come vincitore di tappa. Il paese vede comunque molto spesso il passaggio della manifestazione in quanto è porta d’accesso per la gran parte dei passi dolomitici.
La principale formazione calcistica locale è la "U.S.D. Agordina", affiliata al L.R. Vicenza.